# Silvano Agosti
Silvano Agosti (Brescia, 1938. március 23. –) olasz filmrendező, forgatókönyvíró, író és költő.

## Életrajz
Agosti 1955-ben, élete 17. évében 10.000 lírával a zsebében elhagyta a családját, és Londonba utazott, hogy megnézze Charles Chaplin sírját. Élt Angliában, Franciaországban, Németországban és Észak-Afrikában is.[forrás?]
Itáliába visszatérve, 1960-ban felvételizett a római filmművészeti főiskolára[forrás?], ahol 1962-ben lediplomázott.
Első játékfilmjét 1967-ben készítette, s ettől az évtől kezdve független filmesként dolgozik. Számos játék- és dokumentumfilm fűződik a nevéhez, melyek közül sajnos nem sok látható Itálián kívül is. Filmes munkája mellett 1976 és 1978 között docensként dolgozott a filmművészeti főiskolán. A kilencvenes évek eleje óta könyveket is ír, 2010-ben pedig egy gyerekeknek készült könyvet is megjelentetett.